# Hopesfall
Hopesfall ist eine 1998 gegründete, US-amerikanische Post-Hardcore-Band aus Charlotte. Sie löste sich 2008 auf und fand 2016 wieder zusammen.

## Geschichte
Hopesfall wurde 1998 von fünf Jugendlichen in Charlotte als christliche Hardcore-Punk-Band gegründet. Nach einigen Auftritten in der näheren Umgebung wurde 1999 das Album The Frailty Of Words aufgenommen. 2001 erschien die EP No Wings To Speak Of. Nach mehreren Wechseln in der Besetzung unterschrieb die Band einen Plattenvertrag bei Trustkill Records und veröffentlichte 2002 das Album The Satellite Years. Durch die Trennung von Gitarrist Ryan Parrish wurde auch die christliche Haltung fallengelassen. Die nächsten zwei Jahre tourte die Gruppe weltweit mit Bands wie Coheed and Cambria, Killswitch Engage, Snapcase, The Juliana Theory oder The Ataris. Im September 2004 erschien The Satellite Years via Roadrunner Records in Deutschland. Das Album A Types wurde Ende 2004 in den Vereinigten Staaten und Anfang 2005 in Deutschland veröffentlicht. Es bewegte sich weg vom Post-Hardcore und hin zum Alternative Rock. Es verkaufte sich weltweit über 80.000 Mal. Im Juli 2007 erschien das vierte Studioalbum Magnetic North.
Im Januar 2008 gab die Band, die zu diesem Zeitpunkt nur noch ein Mitglied der Originalbesetzung hatte, via Myspace ihre Auflösung bekannt. Im November 2016 verkündete die Gruppe ihr Comeback und unterzeichnete einen Vertrag mit Equal Vision Records. Das Comeback-Album Arbiter wurde für Juli 2018 angekündigt.

## Stil
Das erste Album The Frailty Of Words ist im Vergleich zu den anderen Alben von Hopesfall recht schroff und wurde von der Band später nicht als vollwertiges Album anerkannt.

## Diskographie
- 1999: The Frailty of Words (DTS Records)
- 2001: No Wings to Speak Of (EP, Trustkill Records)
- 2002: The Satellite Years (Trustkill Records)
- 2004: A Types (Trustkill Records)
- 2007: Magnetic North (Trustkill Records)
- 2018: Arbiter (Equal Vision Records)